# Le Petit-Fougeray
Le Petit-Fougeray (en bretó Felgerieg-Vihan) és un municipi francès, situat a la regió de Bretanya, al departament d'Ille i Vilaine. L'any 2006 tenia 593 habitants. Fou creat el 1936, per desmembrament de la comuna de Chanteloup.

## Demografia
| 1962                                       | 1968 | 1975 | 1982 | 1990 | 1999 |
| ------------------------------------------ | ---- | ---- | ---- | ---- | ---- |
| 334                                        | 347  | 297  | 359  | 387  | 461  |
| Des de 1962: població sense dobles comptes |      |      |      |      |      |

## Administració
| Període | Identitat      | Partit |
| ------- | -------------- | ------ |
| 2001-   | Gilbert Landel |        |